# ضريح حيدر (شوشا)
ضريح حيدر، هو ضريح ديني تاريخي واقع في شارع أوجاقلولو في مدينة شوشا.

## تاريخ الضريح
هي مقبرة تشبه البرج التاريخي تعود إلى القرن 19 وتقع في مدينة شوشا. تم تسجيله من قبل مجلس وزراء جمهورية أذربيجان كمعلم تاريخي وثقافي ثابت ذو أهمية وطنية مع 340 رقم جرد في عام 2001.